# Rheinfall
Rheinfall er et vandfald på floden Rhinen, ca 25 km efter Rhinens udløb fra Bodensøen.
Rheinfall ligger i Neuhausen nær Schaffhausen i Schweiz, tæt på grænsen til Tyskland.